# Botanischer Verein von Berlin und Brandenburg

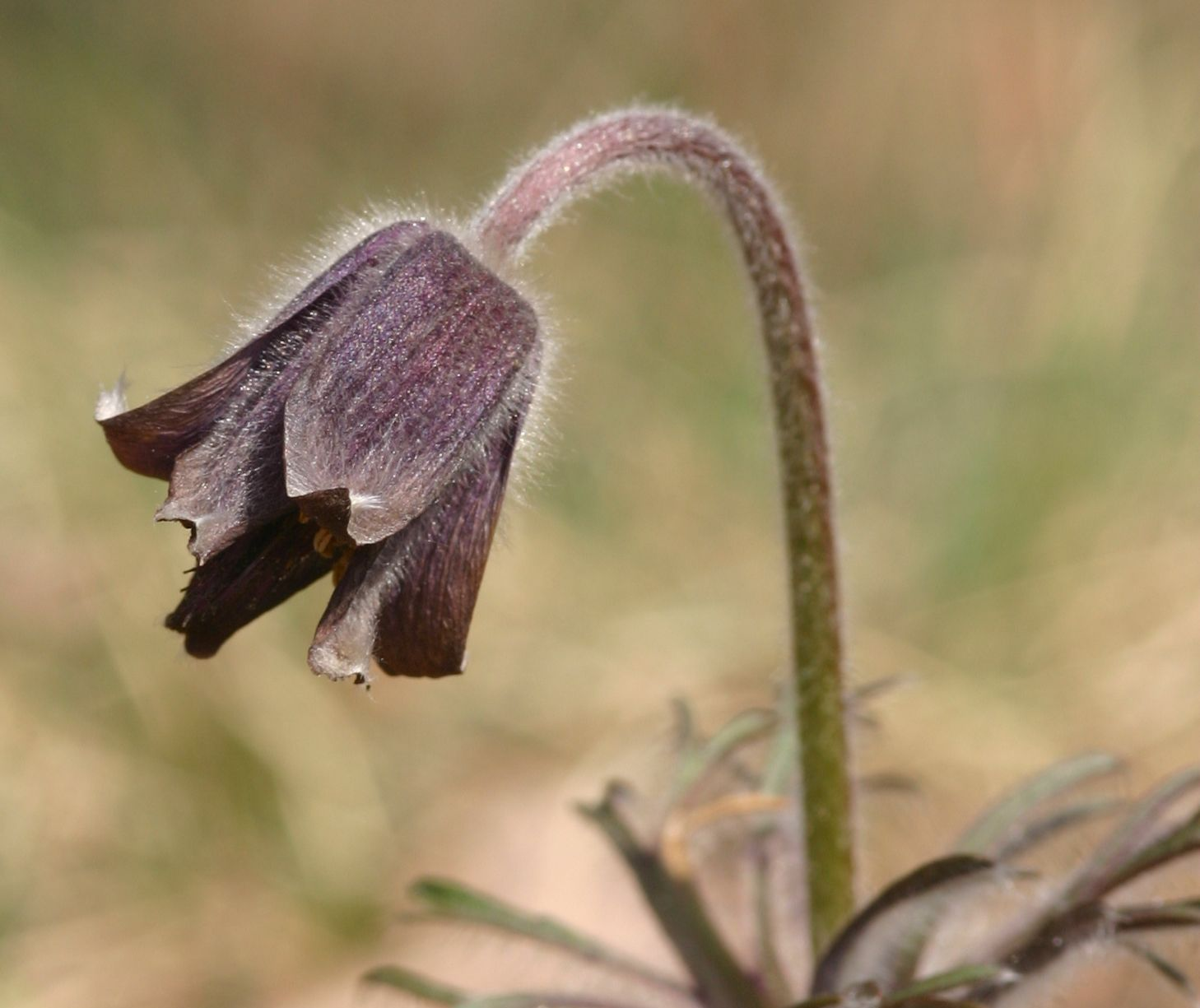
Die Wiesen-Küchenschelle diente als Vorlage für das Vereinslogo

Der Botanische Verein von Berlin und Brandenburg, gegr. 1859 e. V. ist einer der ältesten botanischen Vereine Deutschlands mit Sitz in Berlin.

## Geschichte
Der gemeinnützige Verein wurde am 15. Juni 1859 als Botanischer Verein der Provinz Brandenburg und die angrenzenden Länder in Eberswalde gegründet. Einer der Mitbegründer des Vereins war der Botaniker Paul Ascherson. Der Verein führt seit 1991 die heutige Bezeichnung Botanischer Verein von Berlin und Brandenburg, gegr. 1859 e. V. und zählt Persönlichkeiten wie Heinz-Dieter Krausch (†), Michael Succow, Herbert Sukopp und Gerhard Wagenitz (†) zu seinen Ehrenmitgliedern.

## Aufgaben und Tätigkeiten
Zu den Zielen des überwiegend in den Bundesländern Berlin und Brandenburg tätigen Vereins gehören die Förderung des Natur- und Umweltschutzes und der Landschaftspflege. Der Verein widmet sich der Erkundung und Dokumentation von Pflanzenvorkommen im Vereinsgebiet, insbesondere der Ermittlung von Vorkommen gefährdeter Arten. Hierzu bietet der Verein ein umfangreiches Jahresprogramm mit Exkursionen und Fachvorträgen an und veranstaltet die jährliche Brandenburgische Botanikertagung. Darüber hinaus bestehen verschiedene thematische Arbeitsgruppen und es finden Arbeitseinsätze zur Landschaftspflege auf botanisch wertvollen Flächen statt. Der Verein veröffentlicht seit der Gründung 1859 die Fachzeitschrift Verhandlungen des Botanischen Vereins von Berlin und Brandenburg mit wissenschaftlichen Texten zur botanischen Forschung. Die hierin dokumentierten Beobachtungen fließen in Zusammenarbeit mit den Naturschutzbehörden in die offiziellen Roten Listen gefährdeter Arten ein.